# Lijst Henk Krol
De Lijst Henk Krol (LHK) was een politieke partij in Nederland die in november 2020 is opgericht door Henk Krol, de voormalige leider van 50PLUS en de Partij voor de Toekomst. Krol zelf was ten tijde van de oprichting vertegenwoordigd in de Tweede Kamer als onafhankelijk parlementslid. Eenzelfde situatie doet zich voor bij Wilma de Mooij, de nummer tien op de kandidatenlijst van de partij. Zij heeft zich bij LHK aangesloten en is onafhankelijk gemeenteraadslid van Woerden.

## Geschiedenis
De LHK werd formeel gelanceerd op 26 november 2020 en zegt te staan voor een vooruitstrevend conservatief beleid, wat volgens de partij inhoudt dat de door vele generaties Nederlanders opgebouwde verworvenheden verdedigd moeten worden, maar er ook ruimte is voor het verandering waar dat nodig is ("Wij behouden het goede. We veranderen wat beter kan."). De partij kiest voor pragmatisme in plaats van een ideologisch beleid. LHK neemt zowel afstand van het socialisme als het liberalisme.
Het aan de partij gelieerde 'LHK Wetenschappelijk' Instituut' kwam onder leiding te staan van Erik Lutjens, hoogleraar pensioenrecht aan de VU Amsterdam. Het eveneens aan de partij gelieerde 'LHK Vrouwennetwerk' wordt voorgezeten door Wilma de Mooij.
De partij deed in 2021 voor het eerst mee aan een verkiezing, namelijk de Tweede Kamerverkiezingen, maar behaalde geen zetel. De partij bleef met ongeveer 9.000 stemmen op grote afstand van de kiesdrempel.